# The Exchange 106
The Exchange 106 (trước đây là TRX Signature Tower) là một tòa nhà chọc trời đang được xây dựng trong khu vực trao đổi Tun Razak (TRX), một khu tài chính mới hiện đang được phát triển tại Kuala Lumpur. Tòa nhà 106 tầng được đặt trên đỉnh với một vương miện được chiếu sáng cao 65 mét, cao 12 tầng, làm cho nó cao 453,7m. Tòa tháp sẽ có diện tích cho thuê là 2,6 triệu feet vuông (240.000 mét vuông) và được điểm chuẩn so với các tòa nhà tương tự trong các trung tâm tài chính quốc tế lớn, như Canary Wharf của London và The Shard, Tháp Tự do của New York, và Thượng Hải IFC.
Kể từ tháng 1 năm 2018, hơn một nửa diện tích sàn của Sàn giao dịch 106 đã được chiếm bởi những người thuê lớn, chủ yếu là các tổ chức tài chính địa phương, mỗi tầng chiếm từ 2 đến 8 tầng, có các tấm sàn không có cột từ 28.000  đến 34.000 ft vuông (2.600 đến 3.200 m2).